# Rhinolophus shameli
Rhinolophus shameli — вид рукокрилих родини Підковикові (Rhinolophidae).

## Поширення
Країни проживання: Камбоджа, Лаос, М'янма, Таїланд, В'єтнам. Мешкає в низовинних вічнозелених і змішаних лісах і вторинних лісах.

## Загрози та охорона
Немає серйозних загроз для цього виду. Не знайдений у охоронних районах.